# Криштофівка
Криштофівка — селище  в Україні, у Могилів-Подільській міській громаді Могилів-Подільського району Вінницької області. Населення становить 120 осіб..
На околиці селища знаходиться ботанічний заказник місцевого значення Криштофорівська гора.
Селище разом з околицями входить до складу Регіонального ландшафтного парку «Дністер».

## Історія
7 (20) листопада 1917 року, відповідно до Третього Універсалу Української Центральної Ради, увійшло до складу Української Народної Республіки.
12 червня 2020 року, відповідно до Розпорядження Кабінету Міністрів України № 707-р «Про визначення адміністративних центрів та затвердження територій територіальних громад Вінницької області», увійшло до складу Могилів-Подільської міської громади.
19 липня 2020 року, в результаті адміністративно-територіальної реформи та ліквідації Могилів-Подільського району (1923 — 2020), селище увійшло до складу новоутвореного Могилів-Подільського району.

## Галерея

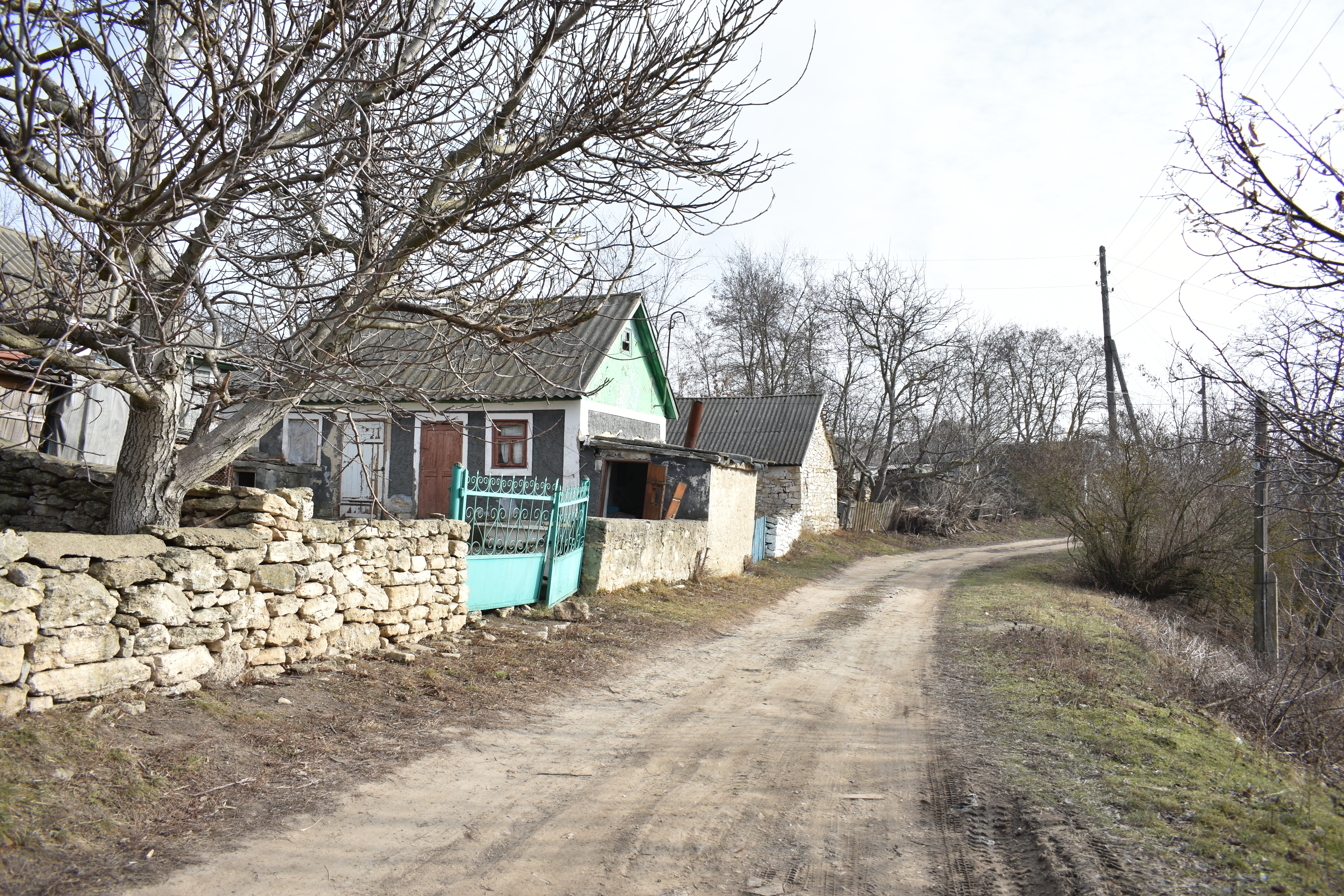
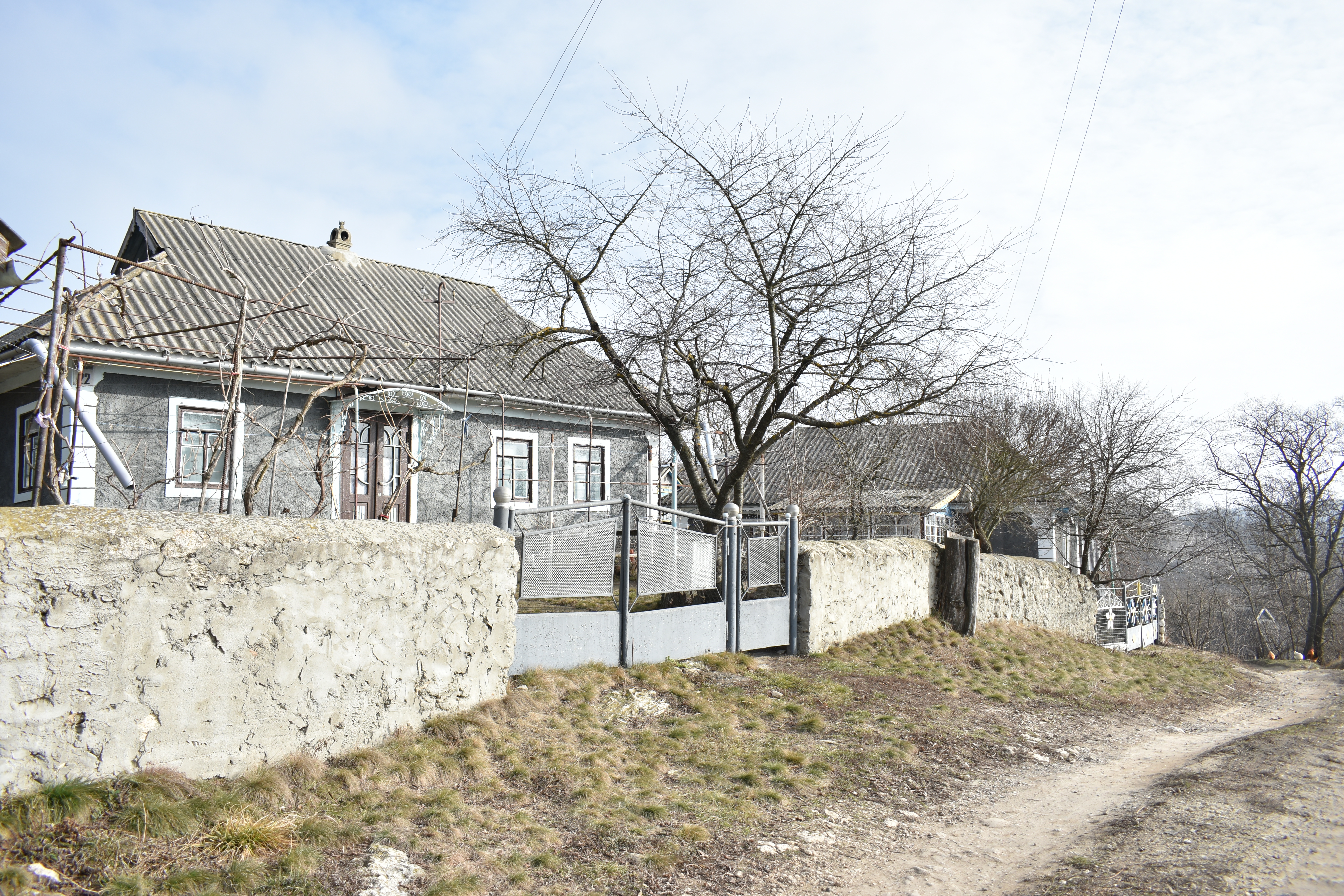
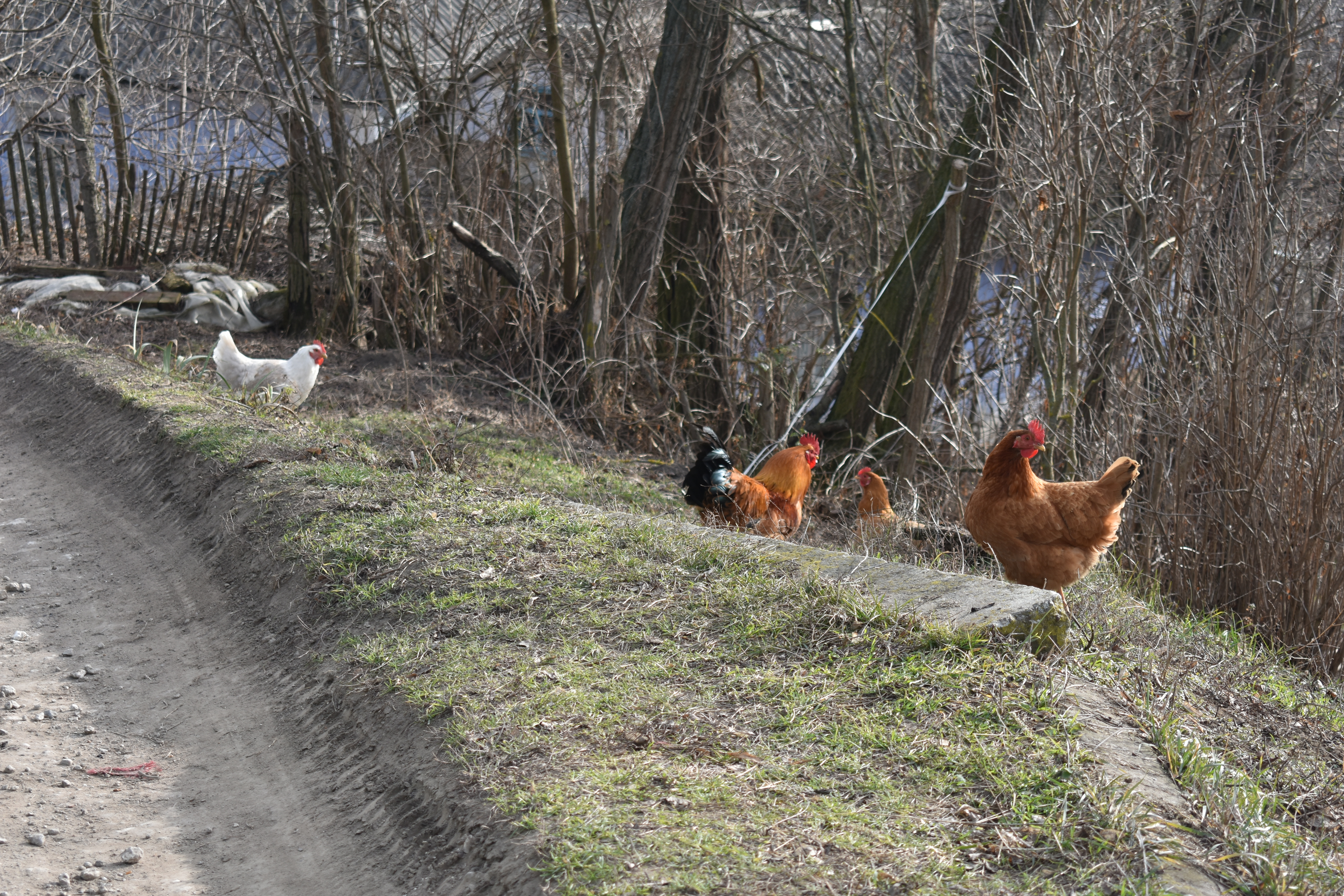
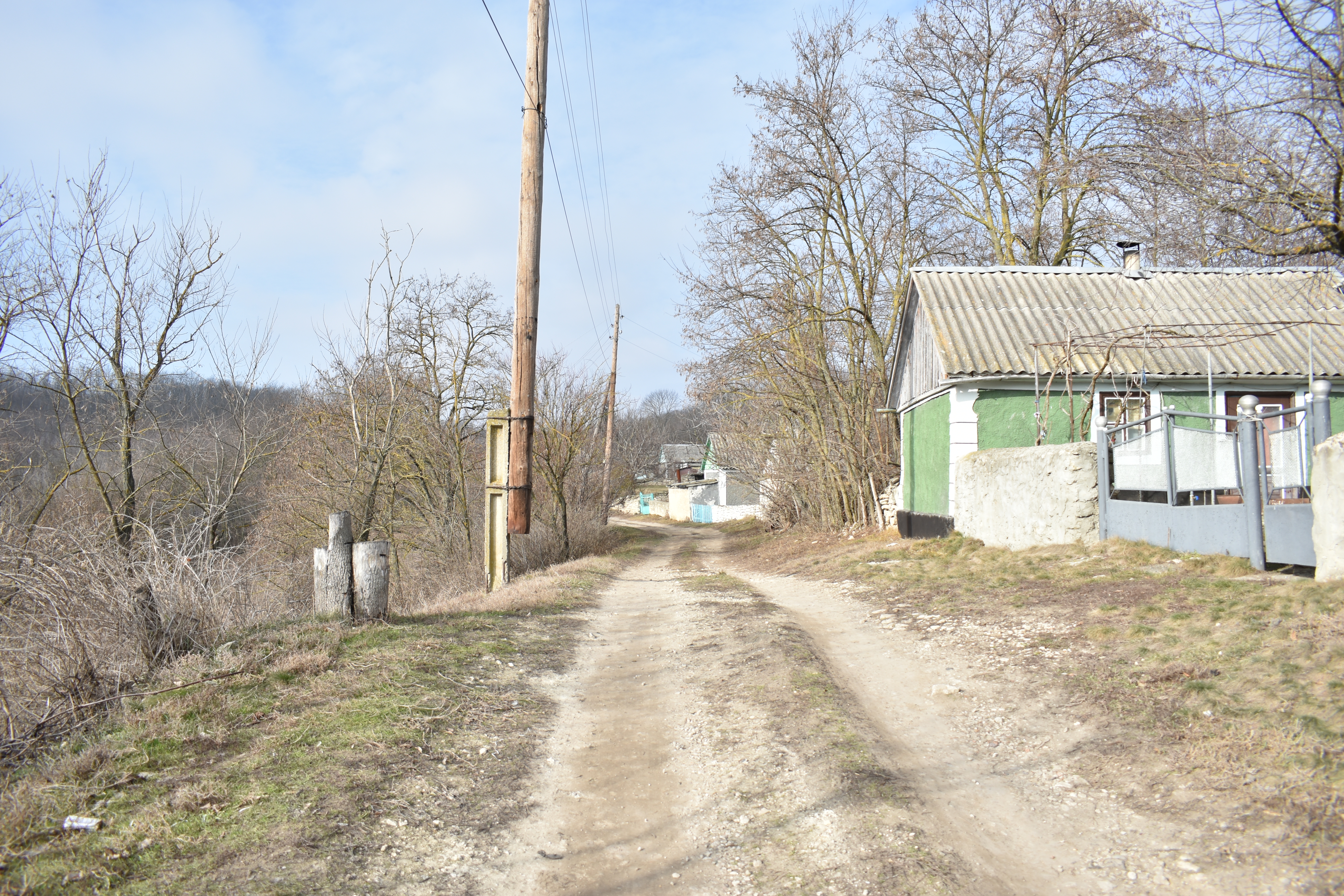
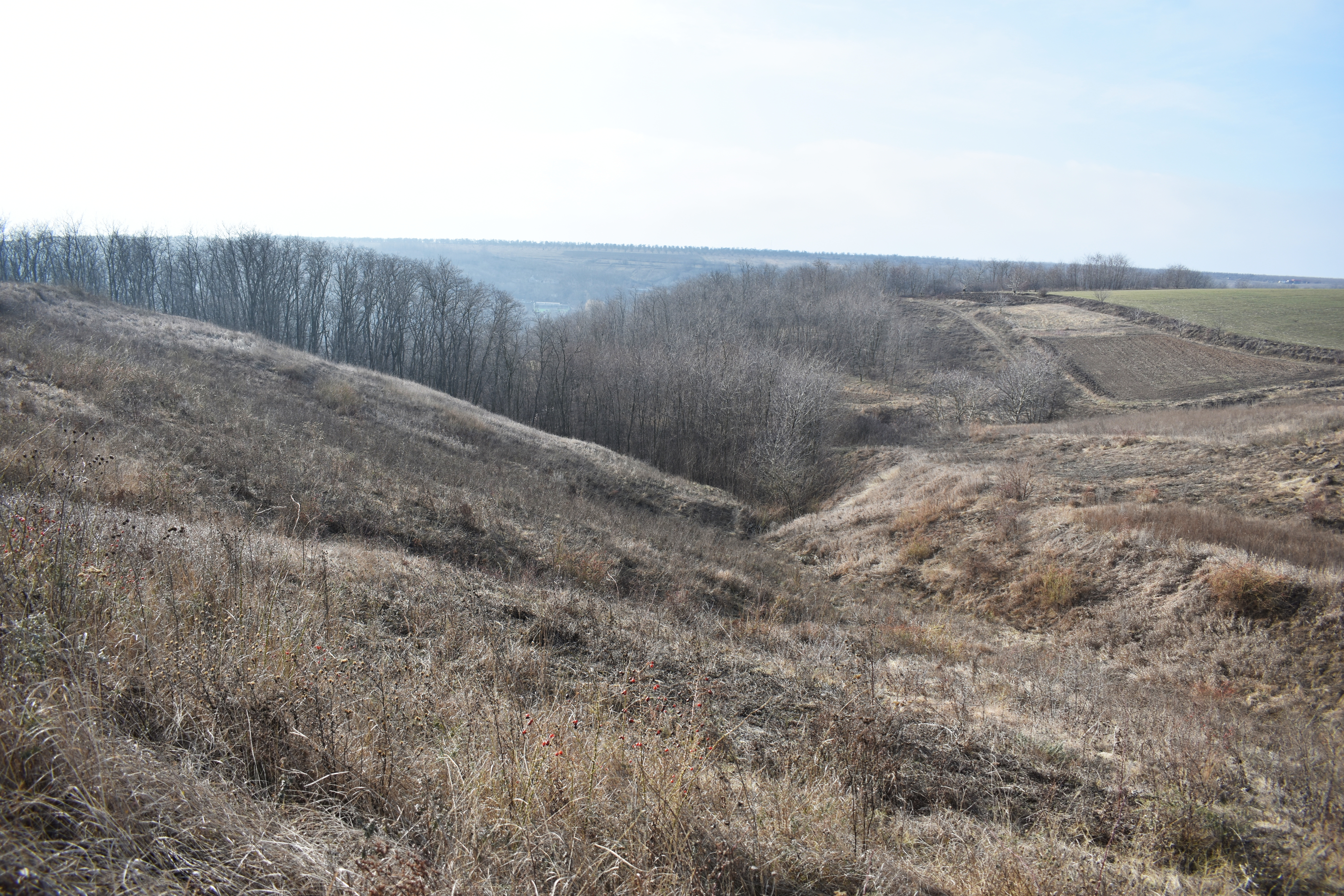
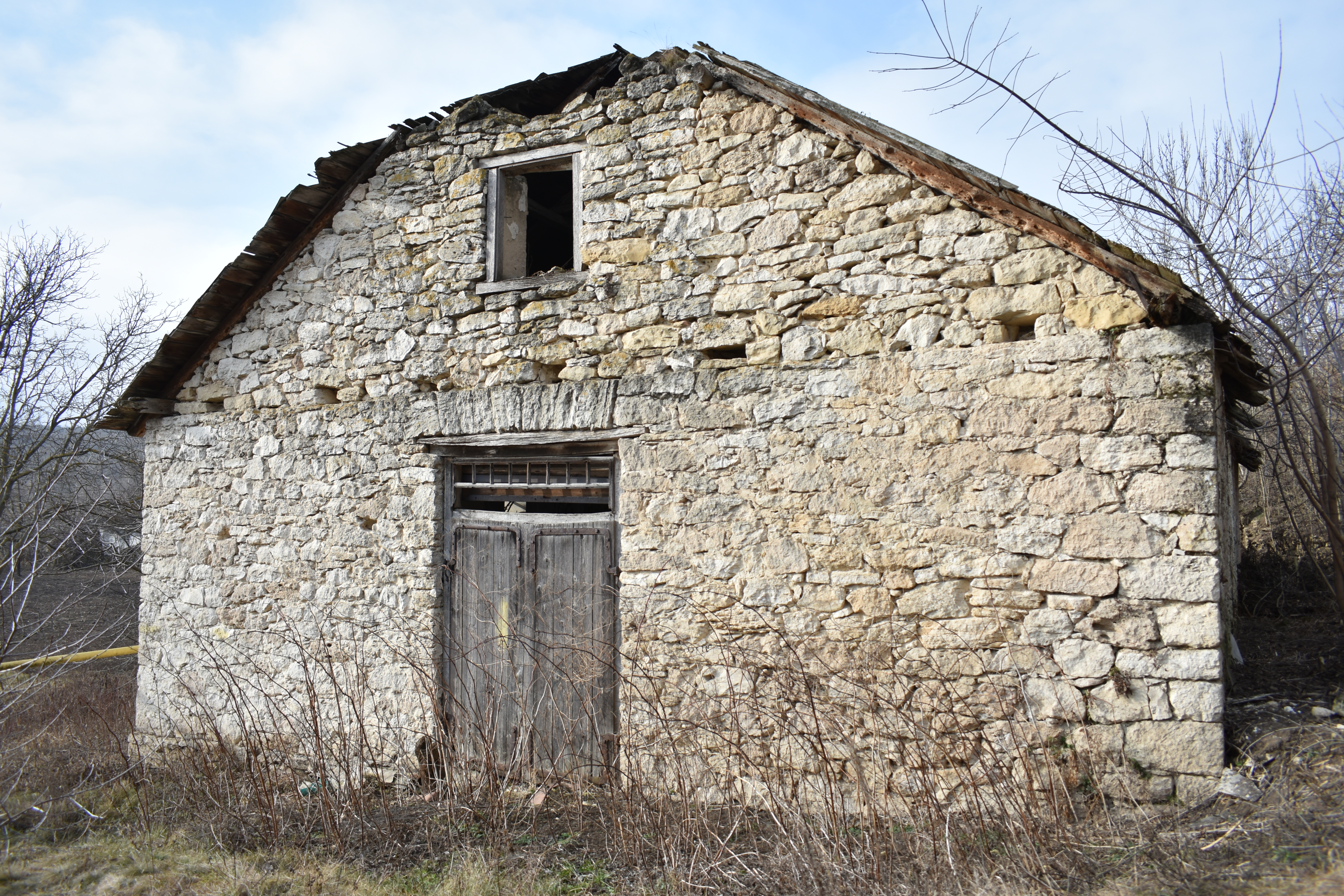